# Chronos (film, 1985)
Pour les articles homonymes, voir Chronos (homonymie).
Pour plus de détails, voir Fiche technique et Distribution.
Chronos est un film américain réalisé par Ron Fricke, sorti en 1985.

## Synopsis
Moyen métrage mettant en scène une multitudes de scènes naturelles (ou non) situées à divers endroits de la planète. Filmé en images accélérées ou ralenties, les séquences cherchent à représenter et mettre en relation nos civilisations passées et actuelles.

## Fiche technique
- Titre : Chronos
- Réalisation : Ron Fricke
- Scénario :  Genevieve Nicholas, Constantine Nicholas
- Production : Tom Garrett, Alton Walpole
- Photographie : Ron Fricke
- Musique : Michael Stearns
- Genre : documentaire
- Format : IMAX
- Durée : 42 minutes
- Date de sortie : France : 1985